# Текстилно-технолошка и пољопривредна школа „Деспот Ђурађ” Смедерево
Текстилно-технолошка и пољопривредна школа „Деспот Ђурађ” једна је од средњих школа у Смедереву и једна од најмлађих на територији Републике Србије. Налази се у улици Црвене армије 156. Назив је добила по Ђурађу Бранковићу, познатом и као Ђурађ Смедеревац, српском деспоту, другом сину Вука Бранковића и Маре, ћерке кнеза Лазара.

## Историјат
Године 1806. је отворена у Смедереву школа са петнаест ученика. У истом веку су добили и гимназију и друге средње школе међу којима је Економска школа која је отпочела са радом 1960. године. Од школске 1977—78. године у свим образовно-васпитним организацијама Социјалистичке Републике Србије је почела примена наставног плана и програма заједничке основе средњег усмереног образовања и васпитања. Две године касније су припремљени и програми образовно-васпитног рада за трећи и четврти степен стручне спреме. По новом програму у Центар су уписане следеће струке: економско-комерцијална, правна, угоститељско-туристичка, текстилна и кожарска. Средином априла 1986. је Центар реорганизован на две организације удруженог рада: Економску, правну и угоститељску школу и Текстилну, здравствену и пољопривредну школу. Из друге је настала Текстилно-технолошка и пољопривредна школа „Деспот Ђурађ” основана 1991. године као наследник дела Образовног центра „25 мај” чије седиште је било у данашњој Економско-трговинској школи. Њен први званични назив је био Средња стручна школа „Деспот Ђурађ” када је уписано 639 ученика у образовне профиле: конфекционар–кројач и конфекцијски техничар за подручје рада Текстилство и кожарство, медицинска сестра–техничар за подручје рада Здравство, прехрамбени техничар и произвођач прехрамбених производа за подручје рада Пољопривреда, производња и прерада хране и хемијско–технолошки техничар и наносилац заштитних превлака за подручје рада Хемија и неметали. Данашњи назив су добили 1998. године. Садрже образовне профиле Пољопривреда, производња и прерада хране са смеровима Ветеринарски и Пољопривредни техничар и Хемија и неметали са смером Техничар за заштиту животне средине.